# Telekom Baskets Bonn 2022-2023
Questa voce raccoglie le informazioni riguardanti il Telekom Baskets Bonn nelle competizioni ufficiali della stagione 2022-2023.

## Stagione
La stagione 2022-2023 del Telekom Baskets Bonn è la 27ª nel massimo campionato tedesco di pallacanestro, la Basketball-Bundesliga.

## Roster
Aggiornato al 30 aprile 2023.
| Telekom Bonn 2022-23 | Telekom Bonn 2022-23 |
| Giocatori            | Staff tecnico        |
| -------------------- | -------------------- |

| N. | Naz.                                                   | Ruolo | Nome              | Anno | Alt.   | Peso   |  |
| -- | ------------------------------------------------------ | ----- | ----------------- | ---- | ------ | ------ |  |
| 0  | Stati Uniti (bandiera) · Macedonia del Nord (bandiera) | P     | T.J. Shorts       | 1997 | 175 cm | 75 kg  |  |
| 3  | Stati Uniti (bandiera)                                 | G     | Tyson Ward        | 1997 | 198 cm | 86 kg  |  |
| 4  | Germania (bandiera)                                    | G     | Jonas Falkenstein | 2000 | 185 cm | 75 kg  |  |
| 5  | Stati Uniti (bandiera) · Germania (bandiera)           | P     | Zachary Ensminger | 2001 | 195 cm | 88 kg  |  |
| 6  | Svizzera (bandiera) · Germania (bandiera)              | C     | Michael Kessens   | 1991 | 205 cm | 103 kg |  |
| 7  | Cile (bandiera) · Germania (bandiera)                  | G     | Sebastián Herrera | 1997 | 193 cm | 90 kg  |  |
| 9  | Germania (bandiera)                                    | G     | Karsten Tadda (C) | 1988 | 191 cm | 92 kg  |  |
| 10 | Stati Uniti (bandiera)                                 | AP    | Collin Malcolm    | 1997 | 200 cm | 91 kg  |  |
| 13 | Stati Uniti (bandiera)                                 | AP    | Javontae Hawkins  | 1993 | 196 cm | 96 kg  |  |
| 20 | Stati Uniti (bandiera)                                 | GA    | Jeremy Morgan     | 1995 | 196 cm | 88 kg  |  |
| 21 | Germania (bandiera)                                    | C     | Leon Kratzer      | 1997 | 211 cm | 110 kg |  |
| 24 | Regno Unito (bandiera)                                 | AG    | Deane Williams    | 1996 | 203 cm | 95 kg  |  |
| 27 | Svezia (bandiera)                                      | AC    | Zaba Bangala      | 2001 | 202 cm | 110 kg |  |
| 44 | Germania (bandiera)                                    | P     | Noah Völzgen      | 2002 | 193 cm |        |  |
| 52 | Germania (bandiera)                                    | AP    | Florian Koch      | 1992 | 197 cm | 86 kg  |  |
| 53 | Stati Uniti (bandiera)                                 | P     | Devon Goodman     | 1997 | 183 cm |        |  |
| 70 | Nuova Zelanda (bandiera)                               | AG    | Finn Delany       | 1995 | 201 cm | 102 kg |  |

| Allenatore                                                                                    |
| - Tuomas Iisalo                                                                               |
| Assistente/i                                                                                  |
| - Adrián Kovács - Marko Stanković Legenda - (C) Capitano - (IN) Inattivo - Infortunato Roster |

## Mercato

### Sessione estiva
| Acquisti | Acquisti          | Acquisti           | Acquisti   | Acquisti |
| R.       | Nome              | da                 | Modalità   |          |
| -------- | ----------------- | ------------------ | ---------- | -------- |
| P        | Zachary Ensminger | Artland Dragons    | svincolato |          |
| P        | T.J. Shorts       | Crailsheim Merlins | svincolato |          |
| G        | Sebastián Herrera | EWE Oldenburg      | svincolato |          |
| AP       | Collin Malcolm    | Keravnos           | svincolato |          |
| AG       | Finn Delany       | N.Z. Breakers      | svincolato |          |
| AG       | Deane Williams    | Saint-Quentin      | svincolato |          |
| AC       | Zaba Bangala      | ASVEL              | svincolato |          |

| Cessioni | Cessioni                  | Cessioni          | Cessioni       | Cessioni |
| R.       | Nome                      | a                 | Modalità       |          |
| -------- | ------------------------- | ----------------- | -------------- | -------- |
| P        | Parker Jackson-Cartwright | ASVEL             | fine contratto |          |
| PG       | Skyler Bowlin             | Bakken Bears      | fine contratto |          |
| G        | Matthew Frierson          | Eisb. Bremerhaven | fine contratto |          |
| GA       | Oleksandr Lypovyj         | Prometej          | fine contratto |          |
| AP       | Javontae Hawkins          | Limoges CSP       | fine contratto |          |
| AG       | Justin Gorham             | Hap. Gilboa G.E.  | fine contratto |          |
| AG       | Saulius Kulvietis         | T. Büyükçekmece   | fine contratto |          |

### Dopo l'inizio della stagione
| Acquisti | Acquisti         | Acquisti    | Acquisti        | Acquisti   |
| R.       | Nome             | da          | Data            | Modalità   |
| -------- | ---------------- | ----------- | --------------- | ---------- |
| AP       | Javontae Hawkins | Limoges CSP | 1 febbraio 2023 | svincolato |

| Cessioni | Cessioni | Cessioni | Cessioni | Cessioni |
| R.       | Nome     | a        | Data     | Modalità |
| -------- | -------- | -------- | -------- | -------- |